# Georgetown (película)
Georgetown es una película policial de 2019 dirigida por Christoph Waltz en su debut como director de largometraje y escrita por David Auburn, basada en el artículo de The New York Times Magazine "The Worst Marriage in Georgetown" de Franklin Foer. El barrio de Georgetown es un barrio histórico muy conocido en el Distrito de Columbia. Waltz protagoniza junto a Vanessa Redgrave, Annette Bening y Corey Hawkins.
Tuvo su estreno mundial en el Festival de Cine de Tribeca el 27 de abril de 2019. Fue lanzado en un lanzamiento limitado el 14 de mayo de 2021, antes del video bajo demanda el 18 de mayo de 2021, por Vertical Entertainment y Paramount Pictures.

## Sinopsis
Un ambicioso escalador social se convierte en el principal sospechoso de la muerte de su rica (y mucho mayor) esposa. Basado en la historia real del asesinato de Viola Herms Drath.

## Reparto
- Christoph Waltz como Ulrich Mott
- Vanessa Redgrave como Elsa Breht
- Annette Bening como Amanda Breht
- Corey Hawkins como Daniel Volker
- Saad Suddiqui como Zahari

## Producción
En mayo de 2015 se anunció que Christoph Waltz haría su debut como director con The Worst Marriage en Georgetown , en la que también interpretaría al personaje principal Ulrich Mott.
En mayo de 2017, Vanessa Redgrave fue elegida para la película como la adinerada socialité Mott se casa para mejorar su estatus social. Annette Bening se unió a la película, ahora titulada Georgetown , en septiembre, y el rodaje comenzó en Toronto entre el 3 de agosto y el 16 de septiembre de 2017.

## Lanzamiento
Tuvo su estreno mundial en el Festival de Cine de Tribeca el 27 de abril de 2019. Su primer estreno en cines fue en Italia el 16 de junio de 2020. Fue lanzado en los Estados Unidos el 14 de mayo de 2021, en un Lanzamiento limitado antes del video a pedido el 18 de mayo de 2021 por Vertical Entertainment y Paramount Pictures.

## Recepción

### Recaudación
Georgetown recaudó 2.132 dólares en Italia.

### Respuesta de la crítica
En el agregador de reseñas Rotten Tomatoes, la película tiene una calificación de aprobación del 59% basada en 22 reseñas, con una calificación promedio de 6.3/10. En Metacritic, tiene un puntaje promedio ponderado de 49 sobre 100, basado en ocho críticos, lo que indica "críticas mixtas o promedio".
The Hollywood Reporter elogió la película y señaló que "es el tipo de imagen seria pero en general atractiva y modestamente escalada que a la gente le encanta decir que ya no existe".